# Eddie Jefferson
Edward Jefferson (Pittsburgh, 3 augustus 1918 - Detroit, 9 mei 1979) was een Amerikaanse jazzzanger.

## Biografie
Jefferson leerde gitaar, tuba en drums spelen. Hij begon op 8-jarige leeftijd samen met zijn broer te stepdansen en speelde vervolgens in de band van zijn vader en met zanggroepen tijdens de wereldtentoonstelling van 1933 in Chicago. Hij begon als stepdanser, die in 1939 met optredens in de band van Coleman Hawkins bekend werd, waarin hij hits van de solisten van het Count Basie-orkest (als Lester Young, Herschel Evans) danste. In 1946 vervolgde hij zijn carrière als danser en danste hij bijvoorbeeld in 1950 in het duo Billie and Eddie bij optredens van Sarah Vaughan. Eind jaren 1940 maakte hij ook door zijn gezang op zich opmerkzaam.
Zijn vocalese-kunst (waarin het spel van jazzinstrumenten met de stem wordt nagebootst) verscheen eerst in 1951 op plaat (Body and Soul volgens de versie van Coleman Hawkins, maar bij Spotlite Records verschenen echter ook liveopnamen uit 1949). Met zijn tekst op In the Mood for Love scoorde King Pleasure in 1952 een hit. De bassist King Pleasure hoorde hem in Cincinnati en imiteerde hem in New York. Hij gaf bereidwillig toe, dat Jefferson zijn bron was, hetgeen ook Jefferson plaatopnamen bezorgde (zoals deze zich later dankbaar herinnerde).
Volgens Jefferson eigen woorden waren verdere successen van Jefferson Parker's Mood (ook een hit voor King Pleasure) en Filthy McNasty. Van 1953 tot 1957 en 1968 tot 1973 was hij zanger en manager van James Moody. Eind jaren 1960 werd hij herontdekt en trad hij onder meer op in 1969 tijdens het Newport Jazz Festival en bracht hij tijdens de jaren 1970 nieuwe platen uit, zoals in 1974 Things Are Getting Better bij Muse Records. Terwijl in de beginperiode zijn stem snel ijl en verdraaid klonk, won deze volgens Will Friedwald in latere jaren aan volume. In 1976 trad hij op met Jon Hendricks en Annie Ross en in 1979 met Sarah Vaughan en Betty Carter. Van Jefferson zijn songteksten en interpretaties afkomstig van talrijke jazzstandards van Honeysuckle Rose, So What tot Bitches Brew. De tekst van Pennies from Heaven bewerkte hij tot een parodie, waarin een na jaren thuiskomende soldaat zich verwonderd over het onverwachte kroost (Benny's from Heaven).
Zijn laatste opnamen maakte hij tijdens een optreden in Joe Segal's Jazz Showcase in Chicago met de altsaxofonist Richie Cole. Twee dagen na dit optreden werd hij na het openingsoptreden in de traditierijke Detroitse jazzclub Bakers Keyboard Lounge bij het verlaten van de club on 2:30 uur 's morgens vanuit een auto neergeschoten. De chauffeur werd later als danser geïdentificeerd, die Jefferson eerder uit zijn show had ontslagen. De bewijzen waren echter niet toereikend voor een veroordeling. Kort voor zijn dood kreeg hij van The Manhattan Transfer de opdracht om een tekst te schrijven voor Birdland.

## Overlijden
Eddie Jefferson overleed in mei 1979 op 60-jarige leeftijd, nadat hij vanuit een auto werd neergeschoten.

## Discografie
- 1961: Letter from Home (Riverside/OJC)
- 1968: Body and Soul (Prestige/OJC)
- 1969: Come Along with Me (Prestige/OJC)
- 1976: Godfather of Vocalese (Muse Records)
- 1976: Still on the Planet (Muse Records)